# Малишкін Олег Олександрович
Олег Олександрович Малишкін (рос. Олег Александрович Малышкин; нар. 7 квітня 1951, хутір Ново-Степанівське, Тацинський район, Ростовська область) — російський політичний діяч, депутат Державної Думи РФ четвертого скликання фракції ЛДПР, кандидат у Президенти Росії 2004 від ЛДПР.

## Біографія
У 1975 р. закінчив Новочеркаський політехнічний інститут за фахом «гірничий інженер».
У 1991 р. вступив до Ліберально-демократичної партії Радянського Союзу, був начальником охорони Володимира Жириновського.
З 1997 по 2001 рр. — керівник адміністрації Тацинського району Ростовської області.
З 2001 по 2003 рр. очолював Центральний апарат Ліберально-демократичної партії.
Член комітету Держдуми з оборони, член комісії з розслідування причин та обставин вчинення терористичного акту в місті Беслані Республіки Північна Осетія-Аланія 1–3 вересня 2004 року. Майстер спорту СРСР з футболу та боксу. За національністю — росіянин.